# Marta Sahagún de Fox
Marta Sahagún (phát âm tiếng Tây Ban Nha: [ˈmaɾta sa(a)ˈɣun]; tên khai sinh: Marta María Sahagún Jiménez, sinh ngày 10 tháng 4 năm 1953) là một chính khách Mexico, từng đảm nhiệm vai trò Đệ nhất Phu nhân Mexico từ ngày 2 tháng 7 năm 2001 đến ngày 30 tháng 11 năm 2006, sau khi kết hôn với Tổng thống Vicente Fox. Trong thời gian đảm nhiệm cương vị này, bà được biết đến với lập trường thẳng thắn và vai trò tích cực trong các hoạt động chính trị – xã hội, khác biệt so với truyền thống kín tiếng của các Đệ nhất Phu nhân Mexico trước đó. Tuy nhiên, nhiệm kỳ của bà cũng vướng phải một số tranh cãi, đặc biệt liên quan đến tổ chức phi lợi nhuận Vamos México mà bà sáng lập, cũng như các hoạt động kinh doanh của các thành viên trong gia đình bà.

## Thời niên thiếu và sự nghiệp giảng dạy
Marta Sahagún sinh ra tại thành phố Zamora, bang Michoacán, là con thứ hai trong gia đình có sáu người con. Cha bà, ông Alberto Sahagún de la Parra, là một bác sĩ có uy tín, người sáng lập Bệnh viện San José ở Zamora và một trường điều dưỡng địa phương. Mẹ bà là bà Ana Teresa Jiménez Vargas. Trong những năm đầu sự nghiệp, bà từng giảng dạy tiếng Anh tại Đại học Lasallista Benavente. Cuộc hôn nhân đầu tiên của bà là với bác sĩ thú y Manuel Bribiesca Godoy; cả hai cùng điều hành một doanh nghiệp về thú y tại Celaya, bang Guanajuato. Họ có với nhau ba người con: Manuel, Jorge Alberto và Fernando. Hai người ly thân vào năm 1998 và chính thức ly hôn vào năm 2000.

## Sự nghiệp chính trị
Bà Sahagún bắt đầu tham gia chính trường với tư cách là thành viên của Đảng Hành động Quốc gia (PAN) từ năm 1988. Trong một lần tranh cử không thành công vào vị trí thị trưởng thành phố Celaya, bà đã gặp Vicente Fox – người sau đó mời bà giữ chức phát ngôn viên trong chính quyền bang Guanajuato. Bà tiếp tục đảm nhiệm vai trò thư ký báo chí trong chiến dịch tranh cử tổng thống thành công của Fox, và duy trì vai trò này trong năm đầu tiên ông nắm quyền. Năm 2001, bà kết hôn với Tổng thống Fox.
Tháng 9 năm 2001, bà sáng lập tổ chức Vamos México nhằm hỗ trợ các nhóm dân cư yếu thế và một số tổ chức khác như Legion of Christ. Tổ chức được ra mắt bằng một buổi hòa nhạc do Elton John biểu diễn tại Lâu đài Chapultepec, sự kiện này gây tranh cãi vì việc sử dụng một địa danh lịch sử quốc gia cho mục đích riêng tư. Sau đó, tổ chức Vamos México bị giới truyền thông trong và ngoài nước đặt nghi vấn về tính minh bạch, đặc biệt sau một cuộc điều tra của Financial Times cho thấy chưa đến một nửa số tiền quyên góp được dùng cho các hoạt động từ thiện thực tế. Báo cáo cũng chỉ trích việc tổ chức này thiếu rõ ràng về nguồn đóng góp, cách phân bổ ngân sách và chi phí vận hành cao, dù được hưởng nhiều ưu đãi từ chính phủ, bao gồm cả không gian văn phòng và nhân lực.
Cơ quan kiểm toán liên bang của Mexico sau đó đã mở cuộc điều tra nhằm xác định liệu Văn phòng Tổng thống và xổ số quốc gia có sử dụng ngân sách nhà nước để hỗ trợ cho Vamos México hay không. Đáng chú ý, giám đốc xổ số quốc gia khi đó là bà Laura Valdés – em gái của một thành viên Hội đồng quản trị Vamos México. Để phản hồi các chỉ trích, tổ chức đã công bố quảng cáo toàn trang trên nhiều tờ báo lớn tại Mexico với bảng phân tích tài chính, cho thấy chi tiêu của tổ chức tăng 103,26%.
Mặc dù được một bộ phận công chúng yêu mến, bà Sahagún cũng gặp nhiều chỉ trích từ giới lập pháp và truyền thông. Nhiều ý kiến cho rằng bà đã sử dụng vị thế Đệ nhất Phu nhân để xây dựng bệ phóng cho một chiến dịch tranh cử tổng thống trong tương lai. Bên cạnh đó, lối sống của bà cũng bị đưa ra bàn luận, đặc biệt là việc duy trì một đội ngũ 38 nhân viên được ngân sách nhà nước chi trả, với 11 người trong số đó có tổng chi phí lên đến 782.000 USD mỗi năm.
Dù từng thừa nhận có quan tâm đến việc tranh cử tổng thống, vào năm 2004, Sahagún tuyên bố bà sẽ không ra tranh cử và sẽ rút lui khỏi chính trường để cùng chồng nghỉ ngơi tại trang trại. Tuy nhiên, bà cũng khẳng định niềm tin rằng "Mexico đã sẵn sàng để được lãnh đạo bởi một người phụ nữ."

## Tranh cãi

### Xung đột với Proceso và Olga Wornat
Năm 2003, nhà báo người Argentina Olga Wornat cho ra mắt cuốn sách La Jefa: Vida pública y privada de Marta Sahagún de Fox ("Người đứng đầu: Đời sống công và tư của Marta Sahagún de Fox"), trong đó đề cập chi tiết đến đời sống cá nhân cũng như các hoạt động của Marta Sahagún và các con trai bà. Những cáo buộc về tham nhũng nêu trong tác phẩm đã thúc đẩy Hạ nghị sĩ Ricardo Sheffield Padilla yêu cầu mở cuộc điều tra liên bang về các nội dung liên quan. Hai năm sau, năm 2005, Wornat tiếp tục xuất bản cuốn Crónicas Malditas ("Biên niên sử bị buộc tội"), tiếp tục đào sâu vào các nguồn gốc tài sản đáng ngờ của gia đình Sahagún. Cùng năm đó, tạp chí Proceso – một trong những tờ báo độc lập nổi bật tại Mexico – đã đăng tải bài viết điều tra liên quan đến cuộc hôn nhân đầu tiên của Sahagún, bao gồm cáo buộc bạo lực gia đình, cũng như các hoạt động kinh doanh được cho là thiếu minh bạch của các con bà.
Đáp lại, vào ngày 3 tháng 5 năm 2005, Marta Sahagún đã đệ đơn kiện dân sự trước Tòa Thượng thẩm Liên bang Mexico chống lại Olga Wornat và tạp chí Proceso, cáo buộc họ đã gây "thiệt hại về đạo đức" và xâm phạm quyền riêng tư cá nhân. Con trai bà, Manuel Bribiesca Sahagún, cũng đệ đơn kiện riêng nhằm vào Wornat. Nữ nhà báo sau đó cho biết đã nhận được nhiều lời đe dọa kể từ khi các tác phẩm của bà được công bố, và từng bị triệu tập bởi một thẩm phán liên bang.
Ngày 27 tháng 11 năm 2005, Proceso tiếp tục công bố bài viết có tựa đề Amistades Peligrosas ("Những mối quan hệ nguy hiểm"), trong đó luật sư Raquenel Villanueva – nổi tiếng với các vụ bào chữa liên quan đến tội phạm ma túy – tuyên bố đã gặp Fernando Bribiesca Sahagún, con trai của Sahagún, cùng với khách hàng của bà là Jaime Valdez Martínez vào năm 2003. Cơ quan Công tố Liên bang Mexico từng xác định Valdez là một trong những đại diện của Joaquín "El Chapo" Guzmán, thủ lĩnh khét tiếng của Sinaloa Cartel.

### Các con của Sahagún và cáo buộc lợi dụng quyền lực
Sahagún và các con trai của bà đã bị cáo buộc liên tục sử dụng ảnh hưởng của mình để thúc đẩy lợi ích kinh doanh của họ. Một phần là kết quả của những tiết lộ của nhà báo Olga Wornat, Hạ viện Mexico đã tiến hành điều tra về các hoạt động của các con trai Sahagun. Vào giữa năm 2006, một ủy ban của Hạ viện, do Phó Jesús González Schmal chủ trì, đã tìm thấy bằng chứng chứng minh nhiều giao dịch râm mát trong công việc của con Sahagun và quyết định khiếu nại lên Văn phòng Tổng chưởng lý. Sau khi nghe báo cáo, Sahagún đã tổ chức một cuộc họp báo tại dinh thự chính thức của Los Pinos để chỉ trích gay gắt ủy ban và González Schmal, tuyên bố rằng đó là lời nói dối và một cuộc biểu tình công khai chống lại bà.
Marta Sahagún và các con trai bà – đặc biệt là Manuel và Jorge Bribiesca Sahagún – bị cáo buộc đã lợi dụng sức mạnh chính trị để thúc đẩy lợi ích cá nhân và kinh doanh. Một phần từ những tiết lộ trong các bài viết và sách của Olga Wornat, Hạ viện Mexico đã thành lập một ủy ban điều tra các hoạt động kinh tế của gia đình Sahagún. Giữa năm 2006, dưới sự chủ trì của nghị sĩ Jesús González Schmal, ủy ban này công bố báo cáo cho thấy có dấu hiệu của các giao dịch không minh bạch và quyết định chuyển hồ sơ sang Văn phòng Tổng chưởng lý để tiếp tục xử lý. Sau báo cáo trên, bà Sahagún tổ chức một cuộc họp báo tại dinh tổng thống Los Pinos, mạnh mẽ bác bỏ cáo buộc và chỉ trích cá nhân ông Schmal cùng ủy ban điều tra, gọi đó là một chiến dịch bôi nhọ và "cuộc biểu tình công khai" nhằm vào bà.
Nhà báo Anabel Hernández, một cây viết điều tra nổi bật tại Mexico, cũng góp phần gia tăng áp lực dư luận lên Sahagún và gia đình thông qua các tác phẩm của bà như Fin de fiesta en Los Pinos (2006) và Narcoland (2012), trong đó đề cập chi tiết đến các hành vi được cho là thao túng và lạm dụng quyền lực của gia đình Bribiesca.
Hai người con trai của bà, Manuel và Jorge Bribiesca Sahagún, bị cáo buộc giữ vai trò trung gian trong việc thu xếp các hợp đồng trị giá hàng triệu đô la Mỹ giữa Tập đoàn dầu khí quốc doanh Pemex và công ty dịch vụ dầu khí Oceanografía – vốn sau này bị điều tra vì gian lận quy mô lớn, lừa đảo các ngân hàng như Citigroup và Banamex tổng cộng hơn 400 triệu đô la Mỹ.
Năm 2012, Cục Điều tra Liên bang Hoa Kỳ (FBI) đã ban hành lệnh bắt giữ Manuel Bribiesca vì tội danh liên quan đến gian lận trong vụ Oceanografía.